# Rödgrå grynskivling
Rödgrå grynskivling (Cystoderma carcharias) är en svampart som först beskrevs av Christiaan Hendrik Persoon, och fick sitt nu gällande namn av Victor Fayod 1889. Enligt Catalogue of Life ingår Rödgrå grynskivling i släktet Cystoderma,  och familjen Agaricaceae, men enligt Dyntaxa är tillhörigheten istället släktet Cystoderma,  och familjen Squamanitaceae. Arten är reproducerande i Sverige. Inga underarter finns listade i Catalogue of Life.

## Källor

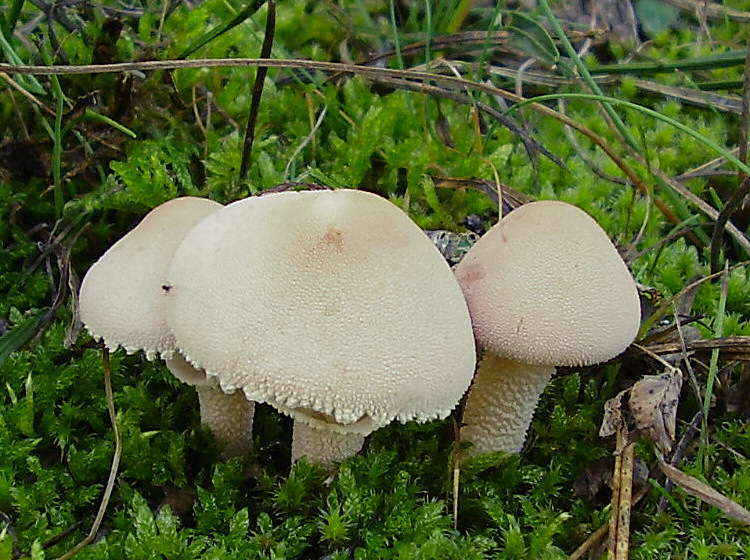